# Bandera de Luisiana
La bandera de Luisiana está compuesta por una figura heráldica que se llama "el pelícano en su piedad". Esta figura representa una madre pelícano que hiere su pecho para alimentar a sus crías con su sangre. Este símbolo, emblema de la caridad cristiana, también se encuentra en el sello del estado de Luisiana. En la bandera, este emblema aparece sobre una cinta que muestra el lema estatal: "Unión, justicia, y confianza" La bandera actual se adoptó en el año 2006, en la que se modificó el diseño original del pelícano de 1912.

## Historia
Ya en 1812, el pelícano pardo apareció en el sello del estado de Luisiana, en los colores de varias compañías de milicia y en los botones de uniformes, incluida una bandera con un campo azul y la frase "Unión, Justicia y Confianza".

### Primera bandera
El 11 de febrero de 1861, el estado adoptó una bandera con una estrella amarilla pálida en un cantón rojo y trece franjas azules, blancas y rojas. La primera bandera se utilizó hasta el final de la guerra de Secesión. La bandera representaba las 13 franjas de la bandera de los Estados Unidos, junto con el rojo, el blanco y el azul de la bandera tricolor francesa y el amarillo y el rojo de la bandera española.: 450 
|                              |                              |                                 |
| Propuesta de bandera de 1861 | Propuesta de bandera de 1861 | Bandera de Luisiana (1861-1865) |

### Bandera de 1912
En 1878, después del final de la Reconstrucción en Luisiana, la bandera anterior a la guerra de Secesión con un pelícano blanco sobre un fondo azul comenzó a usarse comúnmente; sin embargo, no fue designada como la bandera oficial del estado por una ley de la legislatura. El 5 de junio de 1912, el representante William F. Roy de la parroquia de St. Bernard presentó una ley que adoptaba "esa bandera que ahora se usa en general" como la bandera oficial del estado. El proyecto de ley fue redactado por W. O. Hart de la Sociedad Histórica de Luisiana, que había respaldado la idea en abril de 1912. La bandera se describió en ese momento como "un campo azul sólido con el escudo de armas del estado, el pelícano alimentando a sus crías, en blanco en el centro, con una cinta debajo, también en blanco, que contiene en azul el lema del estado, 'Unión, justicia y confianza'". El proyecto de ley fue aprobado por la Cámara de Representantes de Luisiana el 13 de junio con una votación de 71 a 1. El Senado estatal hizo lo mismo el 28 de junio, aprobando la medida por 32 votos a 0. Sin embargo, más allá de indicar que el pelícano se representara "en blanco", la ley de 1912 no especificó detalles sobre el diseño del pelícano, su número de polluelos u otros detalles, lo que provocó variaciones en la apariencia del ave a lo largo de los años. Incluso el tono de azul de la bandera variaba.: 450 

### Estandarización delsigloXXI
Durante el siglo XIX, era tradición que en la bandera y el sello del estado figurara el pelícano, en su piedad, con tres gotas de sangre en el pecho. Sin embargo, en años posteriores, la tradición (tanto en la bandera como en el sello del estado) se siguió de manera aleatoria, lo que fue notado por un estudiante de octavo grado de la Vandebilt Catholic High School en Houma, quien llevó esto a la atención de su legislador estatal.
El 25 de mayo de 2006, se promulgó una ley que exigía que la bandera incluyera "una exhibición apropiada de tres gotas de sangre" en el pecho del pelícano;sin embargo, no fue hasta el 22 de noviembre de 2010 que se introdujo formalmente un rediseño de la bandera con imágenes estandarizadas. El artista de Baton Rouge Curtis Vann Jr., que fue contratado para diseñar un pelícano estandarizado para la bandera actualizada, utilizó una representación más realista de un pelícano pardo para su diseño, aunque lo hizo en blanco como lo exige la ley, pero también incorporó la corona de color marrón amarillento del pelícano pardo. El diseño también especificó un campo azul y eliminó la "y" del estandarte debajo del nido del pelícano.
|                                 |                                 |                                    |
| Bandera de Luisiana (1912-2006) | Bandera de Luisiana (2006-2010) | Bandera de Luisiana (2010-present) |